# Изуми
Изуми (јап. 和泉市) град је у Јапану у префектури Осака. Према попису становништва из 2005. у граду је живело 177.856 становника.

## Становништво
Према подацима са пописа, у граду је 2005. године живело 177.856 становника.
| 1995.   | 2000.   | 2005.   |
| ------- | ------- | ------- |
| 157.300 | 172.974 | 177.856 |